# Les Derniers Jours de Pompéi (mini-série, 1984)
Pour les articles homonymes, voir Les Derniers Jours de Pompéi (homonymie).
Les Derniers Jours de Pompéi (The Last Days of Pompeii) est une mini-série télévisée réalisée par Peter Hunt, coproduite par l'Italie, le Royaume-Uni et les États-Unis, diffusée du 6 au 8 mai 1984 sur le réseau américain ABC, probablement l'adaptation la plus fidèle du célèbre roman à sujet antique de Bulwer-Lytton.
En France, cette mini-série a été diffusée à partir du 2 décembre 1985 sur Antenne 2, et au Québec du 18 au 20 janvier 1987 à Télévision Quatre-Saisons.

## Synopsis
À Pompéi, l'amour entre le noble grec Glaucus et Ione, future prêtresse d'Isis, est entravé par le grand prêtre du temple voué au culte de la déesse égyptienne, le sournois et mystérieux Arbaces. En arrière-plan évoluent divers personnages avec leurs intrigues propres ; tandis que la menace d'un volcan, le mont Vésuve, plane sur la ville.

## Fiche technique
- Titre français : Les Derniers Jours de Pompéi
- Titre original : The Last Days of Pompeii
- Type : mini-série télévisée
- Genre : péplum
- Réalisateur  : Peter Hunt
- Musique : Trevor Jones
- Producteur : Richard Irving
- Sociétés de production : Rai, David Gerber Productions, Centerpoint, Columbia Pictures Television
- Pays de production :  États-Unis,  Royaume-Uni,  Italie
- Chaîne de diffusion : ABC
- Nombre d'épisodes : 3
- Durée : 310 minutes
- Dates de première diffusion : du 6 au 8 mai 1984

## Distribution
- Laurence Olivier (VF : Rene Beriard) : Gaius
- Siobhan Nic Cionnaith (VF : Nicole Favart) : Fortunata
- Franco Nero (VF : Jean-Claude Michel) : Arbaces
- Olivia Hussey (VF : Marie-Frédérique Habert)  : Ione
- Nicholas Clay (VF : Éric Herson-Macarel) : Glaucus
- Anthony Quayle (VF : Jean-Pierre Delage) : Quintus
- Duncan Regehr (VF : Richard Darbois) : Lydon
- Lesley-Anne Down (VF : Anne Kerylen) : Chloe
- Ernest Borgnine (VF : Edmond Bernard) : Marcus
- Ned Beatty (VF : Philippe Dumat) : Diomede
- Benedict Taylor (VF : Éric Legrand) : Antonius
- Linda Purl (VF : Martine Irzenski) : Nydia
- Catriona MacColl (VF : Marion Loran) : Julia
- Gerry Sundquist (en) (VF : Jean-Pierre Leroux) : Clodius
- Brian Blessed (VF : Pierre Garin) : Olinthus
- Marilu Tolo (VF : Joëlle Fossier) : Xenia
- Tony Anholt (VF : José Luccioni) : Lepidus
- David Robb : Sallust
- Stephen Greif (en) : Sporus
- Howard Lang (VF : André Valmy) : Medon
- Francesca Romana Coluzzi (VF : Perrette Pradier) : Stratonice
- Malcolm Jamieson (VF : Edgar Givry) : Petrus
- Joyce Blair (en) (VF : Danielle Volle) : Lucretia
- Peter Cellier (en) : Calenus
- Barry Stokes (VF : Michel Paulin) : Gar
- George Claydon (en) (VF : Guy Pierrault) : Philos

 Source et légende : version française (VF) sur RS Doublage

## Commentaires
Bien avant la série Rome (2005), la télévision américaine connut une brève vogue du péplum dans les années 1980 avec des productions coûteuses telles que A.D. : Anno Domini et Les Derniers Jours de Pompéi, tournées avec des budgets importants et une distributions prestigieuse mêlant pointures du théâtre et du cinéma - notamment britanniques - et sensuels jeunes premiers/premières (révélations ou confirmations).